# Linia kolejowa nr 748
Linia kolejowa nr 748 – jednotorowa, zelektryfikowana linia kolejowa znaczenia miejscowego, łącząca stację Chełm ze stacją techniczną Chełm Wschodni.